# Dypsis malcomberi
Dypsis malcomberi – gatunek palmy z rzędu arekowców (Arecales). Występuje endemicznie na Madagaskarze, w prowincjach Fianarantsoa oraz Toliara. Można go spotkać między innymi w parkach narodowych Andohahela i Midongy du Sud. Znane są tylko 2-5 jego naturalne stanowiska.
Rośnie w bioklimacie wilgotnym. Występuje na wysokości do 1000 m n.p.m.